# یواس‌اس کارولینای شمالی (۱۸۲۰)
یواس‌اس کارولینای شمالی (۱۸۲۰) (به انگلیسی: USS North Carolina (1820)) یک کشتی بود که طول آن ۱۹۶ فوت (۶۰ متر) بود. این کشتی در سال ۱۸۲۰ ساخته شد.